# Iglesia de Sant'Angelo (Lecce)
La iglesia de Sant'Angelo, también conocida como Santa Maria di Costantinopoli, es una de las iglesias más antiguas de la ciudad de Lecce. Construido en 1061 para los agustinos, fue renovado en el siglo XIV. En 1663 las malas condiciones estructurales llevaron a una renovación total del complejo.

## Fachada
La fachada, que quedó inacabada en la parte superior, presenta una división en cinco cuerpos en la parte inferior, mediante dobles pilastras y columnas adosadas en el centro, con fustes estriados decorados con querubines y frisos entre los capiteles. Los espacios intermedios están ocupados por hornacinas enmarcadas vacías. El portal de entrada central está coronado por un tímpano curvo, encima del cual se coloca una estatua de la Virgen y el Niño, flanqueada por dos ángeles. La puerta, recubierta de bronce en 1750, es obra de Emanuele Manieri, y lleva, en relieve, el águila bicéfala de la orden de los Agustinos.El entablamento, que divide horizontalmente la fachada, lleva la inscripción, con las letras sostenidas por querubines, águilas y leones, Deiparae Constantinopolitanae ab initio dicatum et readificatum 1663. El orden superior propone una división tripartita retomando los motivos del registro inferior y está ocupado en el centro por un gran ventanal.

## Interior
El interior tiene planta de cruz latina con crucero ligeramente saliente y coro achatado. El desarrollo longitudinal de la nave está marcado por la apertura de cuatro capillas a cada lado, alternándose con pilastras estriadas.Las capillas albergan altares barrocos ricamente elaborados con columnas retorcidas, frisos, festones, estatuas, volutas y pináculos. En el lado derecho de la nave hay altares que recuerdan el gusto de Giuseppe Zimbalo, el segundo (1687) alberga un lienzo que representa a San Antonio de Padua, el tercero, dedicado a la Inmaculada Concepción, se caracteriza por leones con columnas, y el cuarto fue creado en 1675. En el lado izquierdo se encuentran los altares dedicados a San Nicolás de Tolentino (1681), con una estatua del santo en piedra, a San Miguel Arcángel, a Santo Tomás de Villanova y a Santa Rita de Casia.
En el crucero hay dos altares; el de la derecha está dedicado a la Virgen de los Dolores, con una estatua de papel maché de 1832, obra de Antonio Maccagnani, el de la izquierda está dedicado a Sant'Antonio Abate y alberga una estatua que representa al santo, obra de Alejandro Calabrese.
En el presbiterio se encuentra el altar mayor dedicado a la Virgen de Constantinopla. Detrás del altar hay un retablo del siglo XVII de la Virgen y el Niño con las santas Catalina de Alejandría y Geltrudis y los santos Agustín y Nicolás de Bari y lienzos del Duelo entre David y Goliat, del Triunfo de David, de Moisés rompiendo las tablas de Ley y Judit con la cabeza de Holofernes .
En la iglesia se conservan otras pinturas del siglo XVIII (El Juicio de Salomón y la Reina de Saba). En las salas de la sacristía se conserva una Asunta giordanesa, junto con otras pinturas.